# Winton (Queensland)
Winton – miasto w Australii, w stanie Queensland.